# 攻佔奧爾穆茲 (1507年)

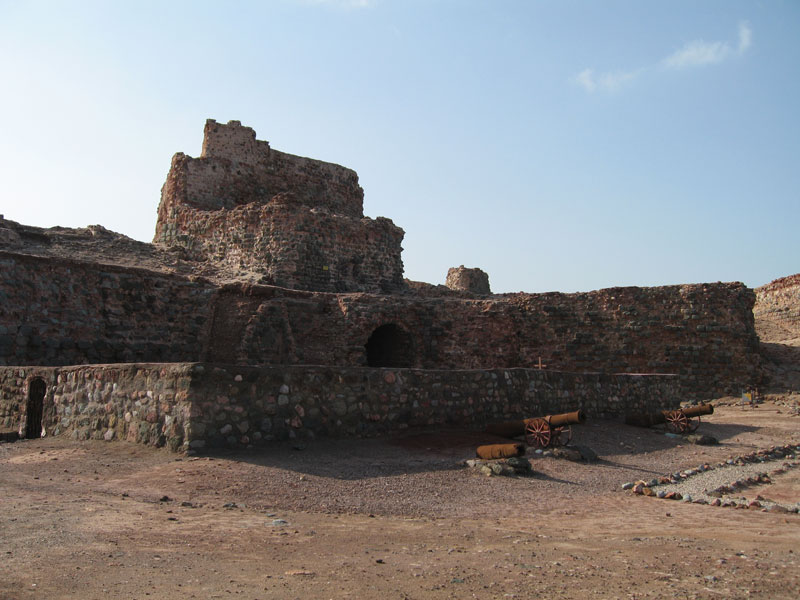
霍爾木茲島聖母瑪麗亞城堡。

1507年攻佔奧爾穆茲是指葡萄牙海軍將領亞豐素雅布基襲擊霍爾木茲島，建立奧爾穆茲城堡，令葡萄牙人得以全面控制進出波斯灣的印度與歐洲之間的貿易。
攻佔奧爾穆茲是葡萄牙國王曼努埃爾一世的計劃，他在1505年決意要攻佔亞丁、奧爾穆茲以阻斷穆斯林通過亞歷山大港和貝魯特的印度洋貿易，並攻佔馬六甲以控制對中國的貿易。1507年，一支由特里斯唐·達·庫尼亞（Tristão da Cunha）領導的艦隊攻佔穆斯林控制的索科特拉島港口，以控制紅海的門戶。接著這支艦隊的主力開赴印度，剩餘的船隻交由阿爾布開克拉接管。
阿爾布開克拉罔顧命令前往攻佔奧爾穆茲，他將當地統治者投降的訊息傳達給葡萄牙國王，並得到使用當地勞工建造城堡的授權。他在1507年10月27日開始建造城堡，並計劃派人駐守，但由於受到當地人的反抗及多名葡萄牙指揮人叛逃到印度影響而告吹。
在建造城堡期間，軍中的違法亂紀導致三名葡萄牙軍官叛逃到印度。1508年1月初，這些叛逃軍官在忽里模子的支持下與阿爾布開克拉的部隊作戰。在數天後，阿爾布開克拉被迫撤離，放棄正在施工中的城堡。他在1508年4月與剩下來的兩艘船離開，返回斷糧的索科特拉島。阿爾布開克拉在亞丁灣襲擊穆斯林的船隻，焚毀巴林卡拉特。他折返到奧爾穆茲，乘上一艘俘獲的商船前往印度。
1515年3月，阿爾布開克拉領導27艘船艦、1500名士兵及700名南印度人前往收復奧爾穆茲，他在4月1日佔領了古堡，該城堡在現今被稱為聖母瑪麗亞城堡。
1622年，英國和波斯組成的聯軍在霍爾木茲島擊敗葡萄牙駐軍，攻佔奧爾穆茲，使英格蘭得以與波斯進行貿易，「英波聯軍在1622年攻佔奧爾穆茲完全改變了權力和貿易均勢」。

## 註腳
1. ↑  Sykes 2006，第279頁
2. ↑  Logan 1887，第312頁
3. 1 2  Cambridge University Press 1990，第662頁
4. 1 2 3 4 5  Stephens 2000，第54頁
5. ↑  Diffie & Winius 1977，第472頁
6. ↑  Olson & Shadle 1991，第289頁
7. ↑  Chaudhuri 2000，第64頁
8. ↑  Neill 2004，第549頁